# Tour of Britain 2019
Il Tour of Britain 2019, sedicesima edizione della corsa, valevole come evento dell'UCI Europe Tour 2019 categoria 2.HC, si è svolto in otto tappe dal 7 al 14 settembre 2019 su un percorso di 1 267 km, con partenza da Glasgow e arrivo a Manchester, nel Regno Unito. La vittoria è stata appannaggio dell'olandese Mathieu van der Poel, che ha completato il percorso in 29h47'41" precedendo l'italiano Matteo Trentin e il belga Jasper De Buyst.
Al traguardo di Manchester 106 ciclisti, sui 120 partiti da Glasgow, hanno portato a termine la competizione.

## Tappe
| Tappa  | Data         | Percorso                                 | km    | Vincitore di tappa   | Leader cl. generale  |
| ------ | ------------ | ---------------------------------------- | ----- | -------------------- | -------------------- |
| 1ª     | 7 settembre  | Glasgow > Kirkcudbright                  | 201,5 | Dylan Groenewegen    | Dylan Groenewegen    |
| 2ª     | 8 settembre  | Kelso > Kelso                            | 165,9 | Matteo Trentin       | Matteo Trentin       |
| 3ª     | 9 settembre  | Berwick-upon-Tweed > Newcastle upon Tyne | 183,2 | Dylan Groenewegen    | Matteo Trentin       |
| 4ª     | 10 settembre | Gateshead > Kendal                       | 173,2 | Mathieu van der Poel | Mathieu van der Poel |
| 5ª     | 11 settembre | Birkenhead > Birkenhead                  | 174,1 | Dylan Groenewegen    | Matteo Trentin       |
| 6ª     | 12 settembre | Pershore > Pershore (cron. individuale)  | 14,4  | Edoardo Affini       | Mathieu van der Poel |
| 7ª     | 13 settembre | Warwick > Burton Dassett Country Park    | 188,7 | Mathieu van der Poel | Mathieu van der Poel |
| 8ª     | 14 settembre | Altrincham > Manchester                  | 166   | Mathieu van der Poel | Mathieu van der Poel |
| Totale | Totale       | Totale                                   | 1 267 |                      |                      |

## Squadre e corridori partecipanti
| N.    | Cod. | Squadra                   |
| ----- | ---- | ------------------------- |
| 1-6   | INS  | Team Ineos                |
| 11-16 | TJV  | Team Jumbo-Visma          |
| 21-26 | MOV  | Movistar Team             |
| 31-36 | TKA  | Team Katusha Alpecin      |
| 41-46 | MTS  | Mitchelton-Scott          |
| 51-56 | WGG  | Wanty-Gobert Cycling Team |
| 61-66 | TDD  | Team Dimension Data       |
| 71-76 | ALM  | AG2R La Mondiale          |
| 81-86 | COC  | Corendon-Circus           |
| 91-96 | GBR  | Gran Bretagna             |

| N.      | Cod. | Squadra                     |
| ------- | ---- | --------------------------- |
| 101-106 | EF1  | EF Education First          |
| 111-116 | ICA  | Israel Cycling Academy      |
| 121-126 | DHB  | Canyon dhb p/b Bloor Homes  |
| 131-136 | LTS  | Lotto Soudal                |
| 141-146 | SVB  | Sport Vlaanderen-Baloise    |
| 151-156 | MGT  | Madison Genesis             |
| 161-166 | SUN  | Team Sunweb                 |
| 171-176 | RIW  | Riwal Readynez Cycling Team |
| 181-186 | SCB  | SwiftCarbon Pro Cycling     |
| 191-196 | WGN  | Team Wiggins LeCol          |

## Dettagli delle tappe

### 1ª tappa
- 7 settembre: Glasgow > Kirkcudbright – 201,5 km

Risultati
| Pos. | Corridore         | Squadra    | Tempo    |
| ---- | ----------------- | ---------- | -------- |
| 1    | Dylan Groenewegen | Jumbo      | 4h39'49" |
| 2    | Davide Cimolai    | Israel     | s.t.     |
| 3    | Matteo Trentin    | Mitchelton | s.t.     |

| Pos. | Corridore         | Squadra    | Tempo    |
| ---- | ----------------- | ---------- | -------- |
| 1    | Dylan Groenewegen | Jumbo      | 4h39'39" |
| 2    | Rory Townsend     | Canyon dhb | a 3"     |
| 3    | Davide Cimolai    | Israel     | a 4"     |

### 2ª tappa
- 8 settembre: Kelso > Kelso – 165,9 km

Risultati
| Pos. | Corridore       | Squadra    | Tempo    |
| ---- | --------------- | ---------- | -------- |
| 1    | Matteo Trentin  | Mitchelton | 3h55'53" |
| 2    | Jasper De Buyst | Lotto      | s.t.     |
| 3    | Mike Teunissen  | Jumbo      | s.t.     |

| Pos. | Corridore       | Squadra    | Tempo    |
| ---- | --------------- | ---------- | -------- |
| 1    | Matteo Trentin  | Mitchelton | 8h35'25" |
| 2    | Davide Cimolai  | Israel     | a 11"    |
| 3    | Jasper De Buyst | Lotto      | s.t.     |

### 3ª tappa
- 9 settembre: Berwick-upon-Tweed > Newcastle upon Tyne – 183,2 km

Risultati
| Pos. | Corridore            | Squadra  | Tempo    |
| ---- | -------------------- | -------- | -------- |
| 1    | Dylan Groenewegen    | Jumbo    | 4h37'53" |
| 2    | Mathieu van der Poel | Corendon | s.t.     |
| 3    | Davide Cimolai       | Israel   | s.t.     |

| Pos. | Corridore            | Squadra    | Tempo     |
| ---- | -------------------- | ---------- | --------- |
| 1    | Matteo Trentin       | Mitchelton | 13h13'18" |
| 2    | Davide Cimolai       | Israel     | a 7"      |
| 3    | Mathieu van der Poel | Corendon   | a 11"     |

### 4ª tappa
- 10 settembre: Gateshead > Kendal – 173,2 km

Risultati
| Pos. | Corridore            | Squadra     | Tempo    |
| ---- | -------------------- | ----------- | -------- |
| 1    | Mathieu van der Poel | Corendon    | 4h23'08" |
| 2    | Jasper De Buyst      | Lotto       | a 3"     |
| 3    | Simon Clarke         | Educ. First | s.t.     |

| Pos. | Corridore            | Squadra    | Tempo     |
| ---- | -------------------- | ---------- | --------- |
| 1    | Mathieu van der Poel | Corendon   | 17h36'27" |
| 2    | Matteo Trentin       | Mitchelton | a 1"      |
| 3    | Jasper De Buyst      | Lotto      | a 7"      |

### 5ª tappa
- 11 settembre: Birkenhead > Birkenhead – 174,1 km

Risultati
| Pos. | Corridore         | Squadra     | Tempo    |
| ---- | ----------------- | ----------- | -------- |
| 1    | Dylan Groenewegen | Jumbo       | 3h57'31" |
| 2    | Matthew Walls     | G. Bretagna | s.t.     |
| 3    | Matteo Trentin    | Mitchelton  | s.t.     |

| Pos. | Corridore            | Squadra    | Tempo     |
| ---- | -------------------- | ---------- | --------- |
| 1    | Matteo Trentin       | Mitchelton | 21h33'55" |
| 2    | Mathieu van der Poel | Corendon   | a 3"      |
| 3    | Jasper De Buyst      | Lotto      | a 10"     |

### 6ª tappa
- 12 settembre: Pershore > Pershore – Cronometro individuale – 14,4 km

Risultati
| Pos. | Corridore           | Squadra     | Tempo  |
| ---- | ------------------- | ----------- | ------ |
| 1    | Edoardo Affini      | Mitchelton  | 16'39" |
| 2    | Sebastian Langeveld | Educ. First | a 7"   |
| 3    | Dylan van Baarle    | Ineos       | s.t.   |

| Pos. | Corridore            | Squadra    | Tempo     |
| ---- | -------------------- | ---------- | --------- |
| 1    | Mathieu van der Poel | Corendon   | 21h50'49" |
| 2    | Matteo Trentin       | Mitchelton | a 6"      |
| 3    | Pavel Sivakov        | Ineos      | a 24"     |

### 7ª tappa
- 13 settembre: Warwick > Burton Dassett Country Park – 188,7 km

Risultati
| Pos. | Corridore            | Squadra     | Tempo    |
| ---- | -------------------- | ----------- | -------- |
| 1    | Mathieu van der Poel | Corendon    | 4h07'49" |
| 2    | Matteo Trentin       | Mitchelton  | a 1"     |
| 3    | Simon Clarke         | Educ. First | a 3"     |

| Pos. | Corridore            | Squadra    | Tempo     |
| ---- | -------------------- | ---------- | --------- |
| 1    | Mathieu van der Poel | Corendon   | 25h58'25" |
| 2    | Matteo Trentin       | Mitchelton | a 12"     |
| 3    | Jasper De Buyst      | Lotto      | a 40"     |

### 8ª tappa
- 14 settembre: Altrincham > Manchester – 166 km

Risultati
| Pos. | Corridore            | Squadra    | Tempo    |
| ---- | -------------------- | ---------- | -------- |
| 1    | Mathieu van der Poel | Corendon   | 3h49'26" |
| 2    | Cees Bol             | Sunweb     | s.t.     |
| 3    | Matteo Trentin       | Mitchelton | s.t.     |

| Pos. | Corridore            | Squadra    | Tempo     |
| ---- | -------------------- | ---------- | --------- |
| 1    | Mathieu van der Poel | Corendon   | 29h47'41" |
| 2    | Matteo Trentin       | Mitchelton | a 17"     |
| 3    | Jasper De Buyst      | Lotto      | a 50"     |

## Evoluzione delle classifiche
| Tappa              | Vincitore            | Classifica generale Maglia verde | Classifica a punti Maglia azzurra | Classifica scalatori Maglia nera | Classifica sprint intermedi Maglia rossa | Classifica a squadre      | Premio combattività Numero rosso |
| ------------------ | -------------------- | -------------------------------- | --------------------------------- | -------------------------------- | ---------------------------------------- | ------------------------- | -------------------------------- |
| 1ª                 | Dylan Groenewegen    | Dylan Groenewegen                | Dylan Groenewegen                 | Jacob Scott                      | Rory Townsend                            | Wanty-Gobert Cycling Team | Rory Townsend                    |
| 2ª                 | Matteo Trentin       | Matteo Trentin                   | Matteo Trentin                    | Jacob Scott                      | Gediminas Bagdonas                       | Team Ineos                | Peter Williams                   |
| 3ª                 | Dylan Groenewegen    | Matteo Trentin                   | Matteo Trentin                    | Jacob Scott                      | Rory Townsend                            | Team Ineos                | Harry Tanfield                   |
| 4ª                 | Mathieu van der Poel | Mathieu van der Poel             | Matteo Trentin                    | Jacob Scott                      | Rory Townsend                            | Team Ineos                | Dylan van Baarle                 |
| 5ª                 | Dylan Groenewegen    | Matteo Trentin                   | Matteo Trentin                    | Jacob Scott                      | Rory Townsend                            | Team Ineos                | Jacob Scott                      |
| 6ª                 | Edoardo Affini       | Mathieu van der Poel             | Matteo Trentin                    | Jacob Scott                      | Rory Townsend                            | Team Ineos                | non assegnato                    |
| 7ª                 | Mathieu van der Poel | Mathieu van der Poel             | Matteo Trentin                    | Jacob Scott                      | Rory Townsend                            | Team Ineos                | Mathieu van der Poel             |
| 8ª                 | Mathieu van der Poel | Mathieu van der Poel             | Matteo Trentin                    | Jacob Scott                      | Rory Townsend                            | Team Ineos                | Pavel Sivakov                    |
| Classifiche finali | Classifiche finali   | Mathieu van der Poel             | Matteo Trentin                    | Jacob Scott                      | Rory Townsend                            | Team Ineos                | Dylan van Baarle                 |

## Classifiche finali

### Classifica generale - Maglia verde
| Pos. | Corridore            | Squadra    | Tempo     |
| ---- | -------------------- | ---------- | --------- |
| 1    | Mathieu van der Poel | Corendon   | 29h47'41" |
| 2    | Matteo Trentin       | Mitchelton | a 17"     |
| 3    | Jasper De Buyst      | Lotto      | a 50"     |
| 4    | Pavel Sivakov        | Ineos      | a 52"     |
| 5    | Nils Politt          | Katusha    | a 1'01"   |
| 6    | Gianni Moscon        | Ineos      | s.t.      |
| 7    | Mike Teunissen       | Jumbo      | a 1'03"   |
| 8    | Andrey Amador        | Movistar   | a 1'04"   |
| 9    | Tiesj Benoot         | Lotto      | a 1'07"   |
| 10   | A. Grøndahl Jansen   | Jumbo      | a 1'08"   |

### Classifica a punti - Maglia azzurra
| Pos. | Corridore            | Squadra    | Punti |
| ---- | -------------------- | ---------- | ----- |
| 1    | Matteo Trentin       | Mitchelton | 86    |
| 2    | Mathieu van der Poel | Corendon   | 73    |
| 3    | Davide Cimolai       | Israel     | 73    |
| 4    | Jasper De Buyst      | Lotto      | 64    |
| 5    | Dylan Groenewegen    | Jumbo      | 45    |

### Classifica scalatori - Maglia nera
| Pos. | Corridore        | Squadra     | Punti |
| ---- | ---------------- | ----------- | ----- |
| 1    | Jacob Scott      | SwiftCarbon | 59    |
| 2    | Dries De Bondt   | Corendon    | 35    |
| 3    | Dylan van Baarle | Ineos       | 34    |
| 4    | Cameron Meyer    | Mitchelton  | 22    |
| 5    | Eddie Dunbar     | Ineos       | 21    |

### Classifica sprint intermedi - Maglia rossa
| Pos. | Corridore          | Squadra    | Punti |
| ---- | ------------------ | ---------- | ----- |
| 1    | Rory Townsend      | Canyon dhb | 17    |
| 2    | Dries De Bondt     | Corendon   | 15    |
| 3    | Dylan van Baarle   | Ineos      | 14    |
| 4    | Gediminas Bagdonas | AG2R       | 13    |
| 5    | Matthew Bostock    | Canyon dhb | 9     |

### Classifica a squadre
| Pos. | Squadra          | Tempo     |
| ---- | ---------------- | --------- |
| 1    | Team Ineos       | 89h25'56" |
| 2    | Lotto Soudal     | a 1'45"   |
| 3    | Mitchelton-Scott | a 3'14"   |
| 4    | Movistar Team    | a 5'26"   |
| 5    | AG2R La Mondiale | a 8'00"   |